# حزب چپ سبز
حزب چپ سبز (به تُرکی: Yeşil Sol Parti، به کُردی: Partiya Çep a Kesk)، که به صورت مخفف به شکل ی.س.پ (به ترکی استانبولی: YSP) شناخته می‌شود، یک حزب سیاسی لیبرترین چپ و سبز در ترکیه است. این حزب در ۲۵ نوامبر ۲۰۱۲ با نام حزب سبزها و آیندۀ چپ (به ترکی: Yeşiller ve Sol Gelecek Partisi) با ادغام حزب سبزها و حزب برابری و دموکراسی تأسیس شد. این حزب در آوریل ۲۰۱۶ نام خود را تغییر داد.
از اعضای برجستۀ حزب می‌توان به مورات بلگه، نویسندۀ سیاسی چپگرا و ستون‌نویس نشریۀ «طرف»، قوتلوق آتامان، فیلمساز و هنرمند معاصر، و افق اوراس، معاون سابق استانبول و رئیس حزب آزادی و همبستگی (ÖDP) اشاره کرد.

## تاریخچه
این حزب یکی از مشارکت‌کنندگان در کنگره دموکراتیک خلق‌ها (HDK) یک ابتکار عمل سیاسی است که در تأسیس حزب دموکراتیک خلق‌ها (HDP) در سال ۲۰۱۲ مؤثر بود.
رؤسای مشترک حزب در فوریۀ ۲۰۱۸ به طور موقت دستگیر شدند، اما با صدور حکم ممنوعیت سفر به خارج از کشور و قرار گرفتن تحت نظارت پلیس آزاد شدند. اتهام آن‌ها فعالیت در رسانه‌های اجتماعی و کتاب‌هایی بود که در اختیار داشتند.

## مواضع
حزب چپ سبز به طور رسمی نسل‌کشی ارمنی‌ها را به رسمیت شناخته است.

## بازداشت نامزدهای انتخاباتی
در ۲۶ آوریل ۲۰۲۳ آیتن دونمز نامزد حزب چپ سبز از حوزۀ قوجائلی برای شرکت در انتخابات پارلمان ترکیه در استانبول بازداشت شد. این بازداشت ۱۷ روز قبل از انتخابات و در حالی صورت گرفت که همزمان با تبلیغات برای انتخابات، نیروهای امنیتی ترکیه دست به بازداشت گستردۀ فعالان سیاسی و روزنامه‌نگاران کُرد زده‌بودند و روز قبل از آن نیز دست‌کم ۱۵۰ نفر را بازداشت‌کرده‌بودند.